# Idunn Mons
Idunn Mons es un volcán en escudo en el planeta Venus. Lleva el nombre de Iðunn, una diosa de la mitología nórdica.

## Estructura
El volcán se eleva sobre las tierras altas planas de Imdr Regio, una provincia ígnea, a una altitud de 2,5 km (1,6 millas) y tiene aproximadamente 250 km de diámetro. Se eleva aproximadamente 3,6 km por encima del radio planetario medio. Los flujos de lava que se originan en el volcán han viajado en todas las direcciones, alcanzando hasta 550 km. El Olapa Chasma, un sistema de grietas de 1.300 km de largo, cruza el volcán en dirección noroeste-sureste.
El volcán presenta una cumbre plana de 45 km de ancho en su centro. Un grupo de calderas superpuestas de entre 14 y 17 km de diámetro está centrado en la cumbre. Al noreste del cúmulo de calderas hay una característica en forma de hecho. La cima plana puede explicarse por el colapso de los flancos debido a la inestabilidad tectónica, ya que está situada dentro de la grieta de Olapa Chasma. Estos derrumbes de flancos alteraron la topografía del volcán. Los jóvenes flujos de lava de la cumbre comenzaron a cubrir las áreas afectadas, eventualmente enterrando el área del colapso en nuevos flujos que reconstruyeron el flanco.

## Actividad
Hay afirmaciones de científicos de que Idunn Mons es volcánicamente activo o estuvo activo recientemente, aunque no se han observado erupciones directamente. El vulcanismo en Venus no está bien estudiado, pero la falta de cráteres de impacto y el descubrimiento de fosfina en la composición química de su atmósfera sugieren actividad volcánica reciente o en curso.
Los flujos de lava recientes han enterrado evidencia de fracturas de grietas y colapso lateral, y la falta de erosión sugiere actividad eruptiva joven. A lo largo del flanco este hay posibles cicatrices de colapso y estructuras similares a anfiteatros que pueden representar conos parásitos. Estudios anteriores han fechado los flujos de lava entre 2,5 millones y 250.000 años. Sin embargo, un estudio de 2021 publicado por la Sociedad Astronómica Estadounidense sugiere que la última erupción de Idunn Mons puede haber ocurrido en los últimos 10.000 años hasta hace varios años.